# غريس تومسون
غريس تومسون (بالإنجليزية: Grace Thompson)‏ هي ممثلة أمريكية، ولدت في 1891.

## وصلات خارجية
- غريس تومسون على موقع IMDb (الإنجليزية)